# كاتر رابربا وينر
كواتر رابيربا وينر  (カトル・ラバーバ・ウィナー) هو شخصية رئيسية في مسلسل الأنمي التقرير المتنقل الجديد جاندام وينج.
الاسم:كواتر ربابا وينر
العمر:15
الجنسية:عربي
المهنة:طيار كاندام
القرية الفضائية:L4
المقاتلات: GUNDAM SANDROCK, SANDROCK CUSTOM
كواتر هو الأكثر تساهلا ولطفا من طياري الكاندام.
يقاتل كواتر بمركبته الكاندام مع فرقة من المقاتلات العربية تدعى ب " الماجناك"؛
بسبب تراثه العربي. هؤلاء المقاتلين يحاولون الدفاع عن كواتر واصحابه في جميع الأوقات وعددهم 40 جندي.
يقاتل كواتر للدفاع عن مبادئه وللسلام الذي يحلم به سكان الأرض. كواتر ينحدر من عائلة عربية عريقة وغنيه.
وإضافة إلى مهارته في القتال فإن كواتر يجيد العزف على الكمان والبيانو

## وصلات خارجية
- كاتر رابربا وينر على موقع ميوزك برينز (الإنجليزية)